# Joseph Rubinstein
Joseph Rubinstein (født 1847, død 1884) var en russisk pianist.
Rubinstein studerede i Wien og senere hos Liszt. Han kom til at stå den nytyske skole nær og udgav klaverudtog og
-transskriptioner af wagnerske værker; selv skrev han nogen salonmusik og blev i sin tid omtalt som forfatter af nogle artikler i Bayreuther Blätter mod Schumann og Brahms.